# Посттравматичний стресовий розлад
Посттравмати́чний стре́совий ро́злад (ПТСР, англ. PTSD, посттравматичний синдром, «афганський синдром», «в'єтнамський синдром», «комбатантський синдром», «східний синдром» тощо) — психічний розлад, різновид неврозу, що виникає внаслідок переживання однієї чи кількох подій, які ушкоджують психіку. Це можуть бути, наприклад, аварії, важкі фізичні нівечення, військові дії, катастрофи, побутове або статеве насильство, ставання свідком або заподіювачем чи призвідником чужої смерті, стихійні лиха, теракти, загроза смерті.
Посттравматичний стресовий розлад не є наслідком підвищеної психічної неврівноваженості або проявом психічного захворювання — навіть у психічно здорових і впевнених людей може розвинутися ПТСР.

ПТСР — це спроба організму пережити загрозливу, іноді небезпечну для життя подію. Отже, прояви ПТСР викликані не порушенням (несправністю), а саме «здоров'ям», тобто це звичайна і доцільна відповідь організму, щоб краще захистити людину від ризикованої небезпечної ситуації. Неврологи з Університету Утрехта показали, що пацієнти з посттравматичним стресовим розладом майже не звертають уваги на фізичний біль. 

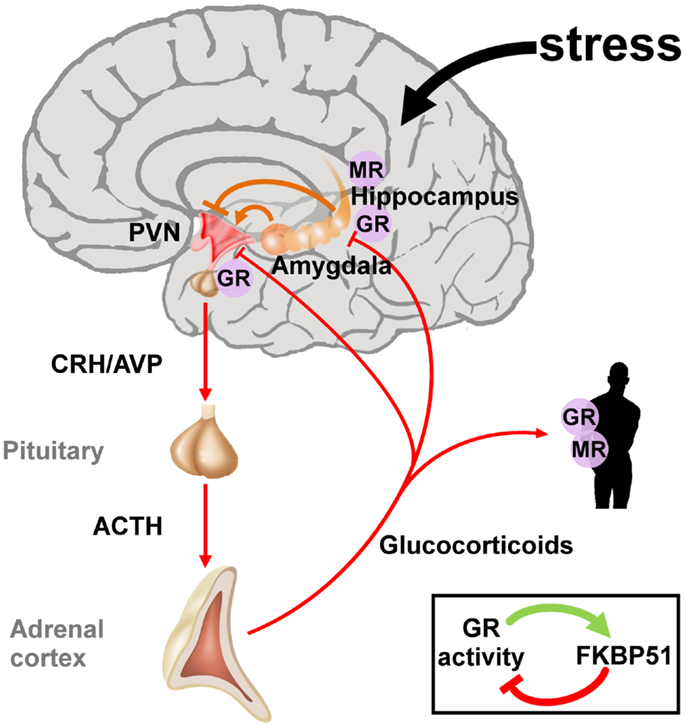
Схема: механізми призвичаєння до стресу.
Під час ПТСР порушення виявлені у більшості механізмів, які забезпечують таке пристосування. Це такі системи, як норадренергічна, гіпоталамус-гіпофіз-кора над-нирки, серотонін-ергічна, глутамат-ергічна, та інші. Томографія мозку показує зменшення об'єму гіпокампу та передньої cingulate, надмірну діяльність amygdala, знижену активацію префронтальної кори та гіпокампу.

## Загальне
Симптоми психічних розладів, пов'язаних із травмою, були зафіксовані принаймні з часів стародавніх греків. Стверджується, що деякі підтвердження посттравматичних захворювань, вже були у сімнадцятому та вісімнадцятому століттях, наприклад, у щоденнику Семюела Піпса, де він описував нав'язливі та тривожні симптоми після лондонської пожежі 1666 року. Під час світових воєн цей стан був відомий під різними назвами, зокрема «контузійний шок», «воєнні нерви», неврастенія та «бойовий невроз». Термін «посттравматичний стресовий розлад» увійшов у вжиток у 1970-х роках значною мірою завдяки діагнозам американських військових ветеранів війни у В'єтнамі. Він був офіційно визнаний Американською психіатричною асоціацією у 1980 році у третьому виданні Діагностичного та статистичного посібника з психічних розладів (DSM-III).
ПТСР проявляється як відкладена реакція організму на стрес. На думку лікарів, його симптоми спостерігаються щонайменше через чотири тижні після травматичної події.
Під час ПТСР спостерігають 4 кластери симптомів, як-от уникнення зустрічей, надмірне збудження (проблеми зі сном, ризикова поведінка, відчуття непереможності), перепроживання, проблеми з пам'яттю та емоційною сферою (наприклад, відчуття перервності власного життя, відокремленості від людей). З часом симптоми ПТСР можуть посилюватися. ПТСР діагностують, якщо сила симптомів наростає, заважає прийнятній діяльності людини, та коли їхня тривалість перевищує місяць від травматичної події. ПТСР супроводжується частими, повторюваними спогадами про травматичні події, рецидивними спогадами; відчуття несправжності події, тобто наче подія сталася не з потерпілим; високий рівень гніву, підвищеною чутливістю до стресових становищ, психопатологічними переживаннями нових стресів, уникненням або втратою послідовності подій у пам'яті, амнезія, випаданням важливих складових травматичної події, підвищеною пильністю (що може доходити до манії переслідування) яка зберігається протягом більше місяця після психологічної травми.
Однією зі складнощів для проведення диференційної діагностики постраждалого є наявність спостережуваних поряд із клінічною картиною ПТСР симптомів, спровокованих порушеннями, які належать до інших видів неврозу чи депресії, а також небажання хворого відвідувати лікарню.

## Становлення визначення «травматичний невроз»
Кажуть, що німецький невролог Герман Оппенгейм (1889) першим використав термін «травматичний невроз» для опису симптомів, які виявляли жертви нещасних випадків під час будівництва залізниці. Вираз «посттравматичний стресовий розлад» (ПТСР) тоді приписували великому переліку симптомів і розладів, які є наслідком промислових або технічних аварій. З двома світовими війнами, які супроводили останнє століття, військова психіатрія, своєю чергою, вхопилася за цей вираз, а потім пацифісти та феміністки 1960-х і 1970-х років розширили його значення, залучивши до нього питання, спричинені домашнім і соціальним насильством. Герман Оппенгейм ввів термін «травматичний невроз» для позначення функціональних проблем, викликаних тонкими молекулярними змінами в центральній нервовій системі. Часта поява серцево-судинних симптомів у людей, які отримали нівечення після нещасних випадків на виробництві, а потім у солдатів на лінії вогню, поклала початок давній звичці пов'язування посттравматичного стресового розладу з «неврозом серця» (кардіальним неврозом). Список найменувань можна прочитати так: «роздратоване серце» (irritable heart) і «солдатське серце» (soldiers heart) у Майєрса (1870) і Да Коста (1871), відповідно до давнього уявного представлення емоцій і почуттів серце, де зливаються серце-символ і серце-орган. Згідно з Merskey (1991, цитує Van der Kolk) перелік назв продовжується «порушеннями серцевої діяльності» та «нейроциркуляторною астенією».
Під час будівництва залізниці, Шарко помітив подібні симптоми у своїх пацієнтів у паризькій лікарні Сальпетрієр. Він присвятив себе, як П'єр Жане і Зигмунд Фрейд, вивченню «істеричного неврозу». Шарко був першим, хто відтворив проблеми сугестивності та незабутні кризи дисоціації, що виникають внаслідок нестерпних переживань, яких зазнали його пацієнти. Тоді як Шарко закликав Жане вивчати природу дисоціації та травматичних спогадів, двоє інших його учнів, Жиль де ла Туретт і Джозеф Бабінський, зосереджувалися на істеричній сугестивності. Коли після Шарко Бабінський очолив госпіталь де ла Сальпетрієр, стався зворотний вислід із відмовою від тези яку захищав Шарко, про органічне походження істерії. Натомість Бабінський наполягав на впливі симуляції та сугестивності в етіології істерії. Інтерес до тлумачення психічної травми, зріс під час Першої світової війни, яка забрала мільйони жертв серед цивільного та військового населення. Військова психіатрія вперше зацікавилася «окопним шоком» (Shellshock) (Myers, 1940; Southard, 1919), спричиненим жахом артилерійського обстрілу та моторошністю убивств, понівечених тіл чи «воєнним неврозом» (Grinker and Spiegel, 1943, 1945; Mott, 1919) або «травмафобія» (дослівно «страх нівечення», Хадо, 1942), що використовується для виправдання засуджень і страт за «боягузтво перед ворогом».

У власній повісті-поемі «Поза межами болю», написаній 1917 року, український письменник, доктор філософії (Віденський університет) Осип Турянський, розповідає про посттравматичний стресовий розлад, від якого довго страждав сам, після повернення з Першої світової війни та сербського полону.
|  | Тіні моїх товаришів являються мені у сні й наяву…Моя душа відривається від життя, як осінній пожовклий листок від дерева, й лине далеко-далеко до моїх товаришів…І згадую незабутнього товариша Василя Романишина. Друже мій! І ти вже не живеш…Ні, я не можу, я не смію. |

А згодом, 1922 року, продовжив свої роздуми про війну і людей, у памфлеті «Дума пралісу».

## Еволюційна психологія
Еволюційна психологія розглядає різні види страхів і дій у відповідь істоти, викликаних переляком, як пристосування котрі могли бути корисними серед предків, щоб уникнути або впоратися з різними загрозами. Загалом, ссавці проявляють кілька видів захисної поведінки, котрі приблизно залежать від того, наскільки близькою є загроза: уникнення, пильна нерухомість, відсторонення, діяльний (запеклий) захист, умиротворення і, нарешті, повна застигла нерухомість (останнє, можливо, щоби збити з пантелику вроджений відрух (рефлекс) нападу хижака, або удавати мертве та заражене тіло). Посттравматичний стресовий розлад може відповідати і бути спричиненим, надмірним збудженням таких ланок страху. Отже, поведінка попередження посттравматичного стресового розладу, може відповідати уникненню загроз та відмові від них, у ссавців. Посилена пам'ять про минулі загрози, може сприяти запобіганню подібним становищам у майбутньому, а також здатна бути передумовою для вироблення висновків щодо минулої загрози та вироблення кращої захисної поведінки, якщо така небезпека повториться. Надмірне збудження під час посттравматичного стресового розладу, може відповідати пильній нерухомості та запеклому захисту. Зв'язаний (комплексний) посттравматичний стресовий розлад (і такі явища, як стокгольмський синдром) може частково відповідати ступеню умиротворення та, можливо, ступеню застиглої нерухомості.
Відмінності у стійкості до подій, котрі ранять, можуть мати еволюційне пояснення. Отож, ПТСР лише зрідка виникає після руйнівної пожежі, і це можна пояснити так, що, наприклад, лісові пожежі тривалий час були частиною еволюційної історії ссавців. З іншого боку, посттравматичний стресовий розлад набагато частіше трапляється після сучасних воєн, і це може бути розтлумачено так, що сучасні війни є новим розвитком і дуже відрізняються від швидких міжгрупових набігів, котрі, як стверджується, були притаманні палеоліту.

## Генетика
Є дані про те, що схильність до посттравматичного стресу передається у спадок. Приблизно 30 % відхилень у посттравматичному стресовому розладі, викликані лише генетикою. Для пар близнюків, які зазнали бойових дій у В'єтнамі, наявність монозиготного (однояйцевого) близнюка з посттравматичним стресовим розладом, було пов'язано з підвищеним ризиком розвитку посттравматичного стресового розладу у однояйцевого близнюка, порівняно з дизиготними близнюками (різнояйцевими). За попередніми даними, жінки з меншим гіпокампом можуть мати більшу ймовірність розвитку посттравматичного стресового розладу після руйнівної події. Дослідження також показали, що посттравматичний стресовий розлад має багато генетичних впливів загальних для інших психічних розладів. Панічні та генералізовані тривожні розлади, а також посттравматичний стресовий розлад, мають 60 % однакових генетичних відмінностей. Алкоголь, нікотин і наркотична залежність мають понад 40 % генетичної подібності.
Було визначено декілька біологічних показників, пов'язаних із подальшим розвитком посттравматичного стресового розладу. Посилена відповідь на переляк і, за попередніми даними, менший обсяг гіпокампа, було розтлумачено як можливі біомаркери підвищеного ризику посттравматичного стресового розладу. До  того ж, одне дослідження показало, що солдати, лейкоцити яких мали більшу кількість глюкокортикоїдних рецепторів, дужче піддавалися розвитку посттравматичного стресового розладу після травми.

## Концепція посттравматичного стресу
Діагноз ПТСР введений в практику, починаючи із 1980 р. Критерії захворювання востаннє переглянули 2013 року. Захворювання розглядають у межах загальної концепції посттравматичного стресу.
Стресовий розлад діагностують 1) серед військовослужбовців після перебування у зоні бойових дій, 2) серед цивільного населення, постраждалого від бойових дій або катастроф, 3) серед дітей, жінок та чоловіків у цивільному житті мирного часу. Вивчають ПТСР у XXI столітті переважно у контингентах військових та ветеранів США.
У більшості людей після психотравматичної події чи подій, ПТСР не розвивається. Також спостерігають відтермінований розвиток цього захворювання, наприклад із виходом на пенсію.
Лікують ПТСР за допомогою групової та індивідуальної психотерапії та медикаментів.

Схема: Посттравматичний стрес. Спектр розладів за тривалістю симптомів. Скорочення:
- COSR — стресова реакція учасника бойових дій,
- ASD — гострий стресовий розлад
- ПТСР — посттравматичний стресовий розлад

Пост-травматичний стрес (англ. PostTraumatic stress, PTS) — набір станів та розладів психіки, які можуть розвинутися після важкої травми (фізичної або психологічної). Один із різновидів важкої психологічної травми — участь військового у бойових діях. Вирізняють такі стани (розлади) за часовим перебігом:
- гостра стресова реакція (від перших хвилин після травми до двох діб)
- гострий стрес учасника бойових дій та операцій (COSR — англ. Combat et operational stress reaction) — сукупні порушення, строком до чотирьох діб
- гострий стресовий розлад — від двох днів до одного місяця (ASD — англ. Acute stress disorder)
- гостра форма ПТСР (від одного до трьох місяців)
- хронічна форма ПТСР (більше, ніж три місяці)
- ПТСР із відстроченим проявом (симптоми захворювання проявилися через 6 місяців після травми або ще пізніше)

2013 року «Американська психіатрична асоціація» переглянула діагностичні критерії ПТСР у п'ятому виданні свого Діагностичного та статистичного підручника з розумових розладів (англ. Diagnostic and Statistical Manual of Mental Disorders, DSM-5).
Посттравматичний стресовий розлад (так само, як і Гострий стресовий розлад) було переміщено із класу «Розлади тривоги» до нового класу «Розлади, зумовлені травмою та стресором». Всі стани, котрі внесли до цього класифікаційного класу, передбачають таку діагностичну ознаку, як «експозиція до травми або стресової події».

## Що може викликати ПТСР
Насильницька психологічна травма в дитинстві та підлітковому віці — одноразова чи тривала — часто призводить до глибоких особистісних розладів постраждалих, які виходять за межі симптомів загальних посттравматичних захворювань. Після тривалого часу дорослішання в родині або соціальному середовищі, що відзначається насильством, психічне ушкодження часто позначається у вигляді виховного впливу, який згодом може відбиватися в особливо улаштованій структурі мислення, почуттів, дій, спілкування та значення.
До факторів ризику належать, серед іншого, відсутність емоційної підтримки з боку батьків або родичів, зростання в бідності, погана освіченість батьків, зростання у великій сім'ї з невеликим житловим простором, злочинність або дисоціальна поведінка хоча б одного з батьків, нестача сімейної злагоди, психічні розлади принаймні одного з батьків, авторитарне виховання, позашлюбність, зростання з самотньою матір'ю чи батьком, невелика різниця у віці з найближчим братом і сестрою та погані стосунки з однолітками.
Чинниками ризику розвитку ПТСРтакож є:
- війни та збройні конфлікти (полон, катування, масований і кучний обстріл ворогом, оточення тощо),
- спостереження за подією чиєїсь насильницької смерті,
- важкі нещасні випадки (наприклад, автокатастрофа),
- фізичне або сексуальне насильство (особливо в дитинстві),
- серйозні питання зі здоров'ям чи перебування у реанімації,
- складні пологи,
- наявність захворювання, котре загрожує життю,
- терористичні атаки,
- природні або техногенні катастрофи (наприклад, цунамі чи пожежі).

### Захисні чинники
Професійні рятувальники (наприклад, робітники ДСНС, поліціянти) мають меншу ймовірність розвитку післятравматичного стресового розладу у разі надзвичайної події, ніж ті, хто не пройшов особливої підготовки і не має досвіду.
- Фактори передбойового захисту — близькі стосунки з батьками, вища освіта, високий соціально-економічний статус.
- Фактори захисту під час бойового застосування відсутні (суто технічно, такими факторами виступають інформаційна підготовка, високий бойовий дух бійця, підтримка побратимів та добре злагоджена робота військ).
- Фактори післябойового захисту — соціальна підтримка[45].

## Соціальна значущість
За даними фахівців США, загальна «базова» розповсюдженість ПТСР серед тамтешніх військових призовників тримається у межах 3–6 %. Оцінювання персоналу наземних підрозділів США на театрі військових дій в Іраку та Афганістані (у 2004—2007 роках) виявили розповсюдженість гострого стресу або ПТСР (за балами опитувальника PCL на рівні 50 та більше) у межах 10–20 %, із наявністю чіткої відповідності до частоти та напруженості бойових дій.
Також у США, кількість ветеранів, які зверталися за допомогою у зв'язку з ПТСР у Міністерство у справах ветеранів США, у 2004—2008 роках зросла із 274 000 до 442 000 осіб.
Дослідження, оприлюднене 2022 року, показало, що в середньому щодня у США 44 ветерани помирають від самогубства включно зі смертями, обумовленими діями із завдання собі шкоди. Загальна кількість самогубств відрізняється за віковими групами; 31 % цих самогубств було скоєно колишніми солдатами віком 49 років і молодше, а 69 % — ветеранами віком 50 років і старше.
Питання ПТСР, протягом 2005—2015 років перебувають на порядку денному військової медицини країн Заходу, і посіло одне із чільних місць. Це складне психосоціальне явище, котре вражає власне солдата, безпосередньо його родину, а також суспільство загалом.

### В Україні
Полковник медичної служби Всеволод Стеблюк, станом на 2016 рік, оцінював розповсюдженість ПТСР серед військовослужбовців на тлі військових дій під час російсько-української війни на Донбасі, у 10–15 %.
Станом на червень 2017 року, в Україні 280 тис. осіб мали статус учасників бойових дій; за даними прокуратури 500 учасників війни на Донбасі, скоїли самогубство після повернення із зони бойових дій.
Тривала війна в Україні з 2014 року, та особливо Російське вторгнення в Україну (з 2022), докорінно порушила відчуття безпеки і призводить до надмірних потрясінь, психологічні наслідки яких можуть бути небезпечними для здоров'я у майбутньому і дорослих, і дітей. Пережитий руйнівний досвід, здатний стати причиною розвитку посттравматичного стресового розладу (ПТСР).
Водночас важливо пам'ятати: психіка як дорослих, так і особливо дітей і підлітків, має величезні можливості для відновлення та самокерування. Завдяки підтримці рідних і, за потреби, психологічної допомоги фахівців, людина спроможна повернутися до звичного стану після власного руйнівного досвіду.

#### Основні ознаки, що визначають наявність ПТСР у дорослих
- напливи нав'язливих спогадів про небезпечні для життя події, учасником яких була людина;
- важкі сновидіння з кошмарними картинами пережитих подій, розлад сну;
- прагнення уникати чуттєвих навантажень;
- невпевненість через страх, і як наслідок — відкладання ухвалення рішень, непривітність з оточенням;
- надмірна втома, дратівливість, депресивні стани, головні болі, нездатність зосереджувати увагу на чомусь тощо.
- як наслідок всього вищезазначеного — схильність до антисоціальної поведінки (алкоголізація, наркотизація, цинізм).

#### Прояви ПТСР у дітей
- постійні згадування про пережиті події (нав'язливі спогади, про які дитина може не зізнаватися дорослим), водночас уникнення всього, що нагадує їй про пережите;
- емоційне напруження, вияви роздратування або ж навпаки — байдужість, депресивність, чуттєва відстороненість;
- порушення сну, лячні сновидіння, через які дитина прокидається вночі, діти дошкільного та молодшого шкільного віку можуть плакати вночі;
- підвищення рівня тривожності, очікування повторення страшних подій;
- порушення пам'яті, уваги, здатності вчитися;
- часте відтворення пережитого у грі (для дітей дошкільного та молодшого шкільного віку);
- саморуйнівна поведінка (зокрема у підлітків: завдавання собі ушкоджень, алкоголізм, наркоманія)[54].

## Діагностика

### Діагностичні критерії за DSM-5
Діагноз ПТСР, як це зазначено у DSM-5 (2013), передбачає повне виконання групи критеріїв (A—H) — наявність факту психотравми (критерій A), одночасну наявність симптомів із всіх чотирьох кластерів (B—E), тривалість понад 1 місяць (критерій F), значне страждання людини або порушення її діяльності (критерій G), відсутність іншої причини розладу (критерій H).

#### Визначення травми
- Пацієнт особисто і безпосередньо пережив подію майже справжньої смерті, близькості до смерті, серйозне каліцтво, або інше посягання на фізичну гідність (себто зґвалтування або сексуальне насильство).
- Недужий наочно спостерігав смерть, серйозне нівечення, або посягання на гідність іншої особи (зґвалтування).
- Пацієнт дізнається про нещастя із членом родини або з іншою близькою людиною: несподівану або насильницьку смерть, важке ушкодження, близькість до смерті, або серйозне каліцтво[55].

Перегляд критерію A1 у DSM-5 звузив кваліфікаційне коло травматичних подій — вилучено таку подію як «неочікувана смерть члена родини або близької людини, що настала від природної причини».
Приклади психотравматичних становищ:
«Більшість вояків США в Іраку мали передісторію до стану бойової психотравми, як от: зазнали нападу або потрапляли у ворожу засідку (92 %), бачили трупи (94,5 %), були під обстрілом (95 %), мали побратимів що зазнали каліцтва або були вбиті (86,5 %).»
(Hoge, 2004).
«Концепцію травматизації під час війни було розширено на інші випадки, як, наприклад, катастрофа, фізичний напад, зґвалтування […]. Але події, котрі спричинюють ПТСР, є суттєво численнішими. Так, можна бачити що медичні обставини, як от важкі пологи, викидень, серцевий напад, рак, реанімація після клінічної смерті — здатні викликати ПТСР».

#### Чотири кластери симптомів
Причина ПТСР (на різницю від Тривожного розладу) — це «критерій A.», катастрофічний стресор (травма), тобто зовнішній (екзогенний) фактор, що перебільшує адаптивні можливості нормальної людської психіки.
Хвороба проявляється в одночасній наявності у пацієнта симптомів із усіх чотирьох кластерів: B.) вторгнення спогадів (так звані флеш-беки); C.) уникання пацієнтом думок, спогадів, подій, що нагадують про травму (тригерів); D.) негативні думки та настрій; E) гіперзбудливість, гіперреактивність, порушення сну. Діагноз потребує «не менше як два симптоми у категорії D та E», що дає загальне правило «шість симптомів».
Флешбек (спалах пам'яті) — це яскравий тривожний спогад, в якому людина знову переживає деякі аспекти руйнівної події або відчуває, що вона відбувається прямо зараз. Іноді цей стан нагадує перегляд відео про те, що сталося. При цьому людина може мати справу з такими проблемами:
- бачити повні або часткові зображення події;
- помічати звуки, запахи чи смаки, пов'язані з травмою;
- фізично відчувати біль чи тиск;
- переживати емоції, які вона відчувала під час травми.

Пацієнт помічає, що певні місця, люди чи ситуації можуть викликати спогад, пов'язаний із травмою. Або він виявляє, що спогади виникають випадково. Флешбеки можуть тривати декілька секунд, або ж продовжуватися кілька годин чи навіть днів.

### Історичні (попередні) назви захворювання ПТСР
Захворювання, яке діагностується як ПТСР, збігається зі станами та захворюваннями психіки, раніше описаними як «комбатантський синдром», «в'єтнамський синдром», «афганський синдром», «східний синдром» тощо.

#### У часи СРСР
За даними тодішніх психіатрів, під час війни 1941—1945 років, військовослужбовці із нервово-психічними захворюваннями, зокрема «контужені», становили 3—4 % від загального числа санітарних бойових втрат Червоної Армії.
У перші місяці війни військово-психіатричної роботи майже не проводилося. Загород-загони НКВД 1941 року, серед лав Червоної Армії, що відступали, широко проводили арешти «зрадників, боягузів, панікерів, розповсюджувачів панічних чуток, самострільників». Наводяться дані, що за перші чотири місяці Війни з числа цих арештованих було розстріляно 10 201 особа — зокрема, 3 321 особа — перед строєм.
Під час Війни 1941—45 років, радянські лікарі (психіатри та невропатологи) повсюдно вживали «лікувально-організаційне визначення „контузія“», яке застосовували до військовослужбовців із різними проявами бойового стресу. Єдиної системи поглядів не було утворено, тож стосовно психогенних розладів воєнного часу у лікувальних закладах було уживано велику кількість різноманітних термінів, як от: «екзогенна реакція», «реактивний стан», «реактивний психоз», «реактоз», «реактивна неврастенія», «неврастенічна реакція», «істеро-неврастенія», «істеро-травма», «реактивний невроз», «функціональний невроз», «амбітимоїдний невроз», «істеро-амбітимоїдний невроз», «істеропатія», «травматична неврастенія», «травматична психастенія», «невротичні психогенні реактивні стани».
Сучасний термін для оцінки стану англ. COSR — «короткочасні реакції бойового стресу».

#### В англомовних країнах
У 1948 році Kardiner та Spiegel описали захворювання під назвою «chronic traumatic war neurosis» (хронічний травматичний воєнний невроз), яке дуже близьке до сучасного ПТСР. У дослідженні ветеранів Другої світової війни Archibald et al. 1962 року сидром, подібний до ПТСР, визначали як «gross stress reaction» (надмірна стресова реакція).

#### В Україні
На території України відомо про прилад Соловей, що використовують для діагностики ПТСР.

## Лікування

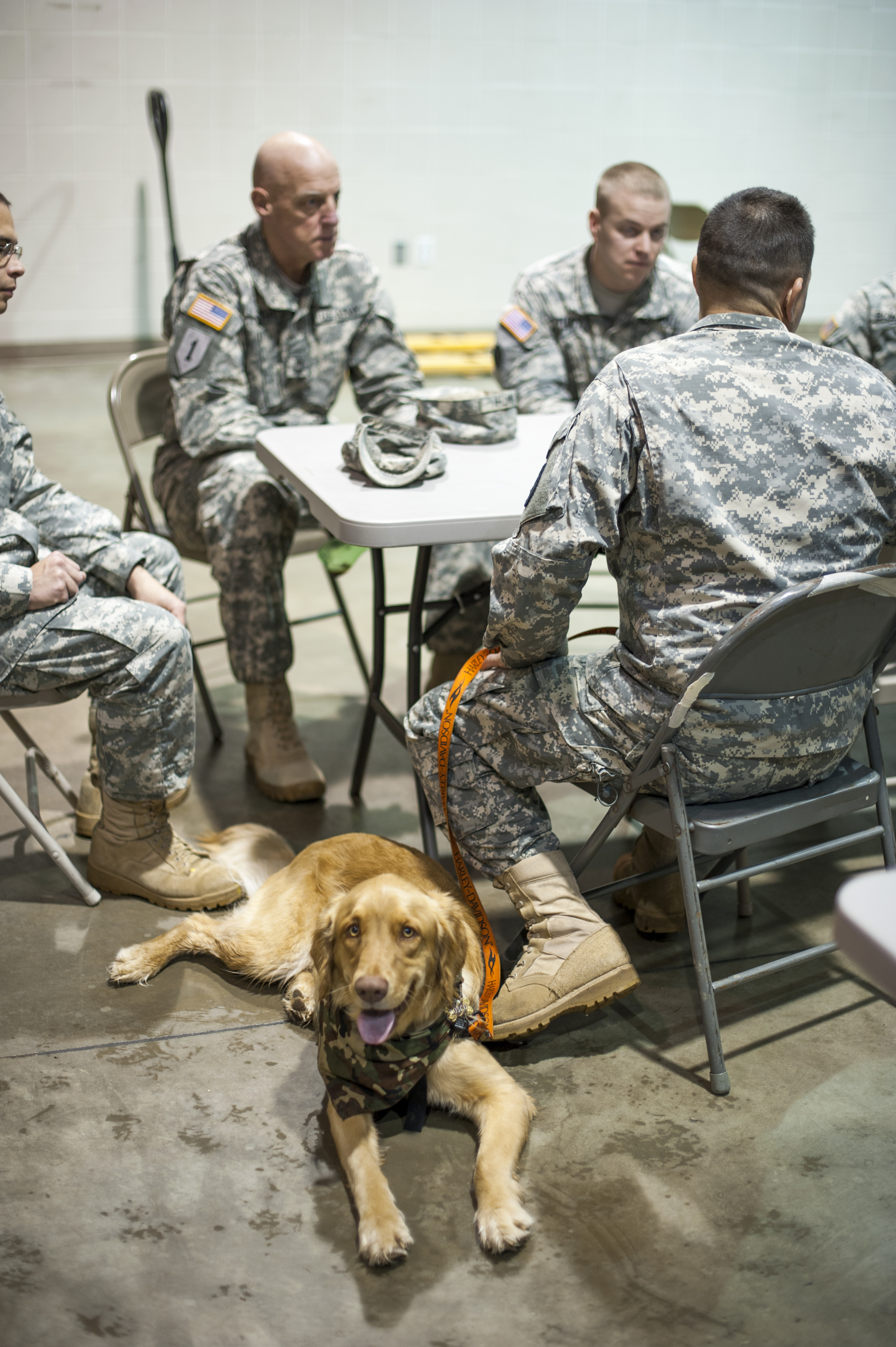
Спілкування із побратимами є невід'ємною частиною реабілітації ветеранів і лікування ПТСР. На фото: Пес-«психолог» Роско лежить біля ніг хазяїна. Сержант 1-го класу Дж. Сиріак, попри хворобу ПТСР, продовжує службу. Він офіцер військової поліції США, і дає високу оцінку психологічній підтримці від чотирилапого друга. 11 січня 2014 року.

Профілактика дієва на ранньому етапі розвитку хвороби, але недієва, якщо надається всім особам, які зазнали травми, незалежно від наявності симптомів чи ні. Основними способами лікування людей з посттравматичним стресовим розладом є допоміжна взаємна бесіда (психотерапія) і медикаментозне лікування.
Травмо-орієнтована психотерапія є одними з найбільш доказових методів лікування посттравматичних стресових розладів, з більшим розміром ефекту, ніж прийнята зараз медикаментозна терапія, і хорошими доказами довгострокового впливу. Серед підвидів цієї психотерапії, для дорослих найчастіше використовують терапію тривалого впливу, терапію когнітивної обробки, травмо-орієнтовану когнітивно-поведінкову терапію і десенсибілізацію і повторну обробка рухами очей; і останні дві з них — для дітей. Систематичний огляд ефективності підвидів травмо-орієнтованої психотерапії зазначив, що всі включені в аналіз види мають достатню ефективність, але особливо ефективними і прийнятними виявились метакогнітивна терапія і письмова експозиційна терапія. Відносно новою і вельми перспективною психотерапією є психоделічно-асистована психотерапія. Психоделіки можуть зменшувати активність мигдалеподібного тіла, змінювати функціональні зв'язки мозку, сприяти нейропластичності, і також ці сполуки викликають змінений стан свідомості, що дозволяє посилити самосвідомість, і переживання емоцій і відчуттів, а також покращити роботу з підсвідомістю.
Антидепресанти типу SSRI або SNRI є препаратами першої лінії, які використовуються для лікування посттравматичних стресових розладів і є помірно корисними для приблизно половини людей. Переваги від ліків менші, ніж те, що спостерігаються під час консультування. Невідомо, чи спільне використання ліків і допоміжна співбесіда має більшу користь, ніж кожен спосіб окремо. Ліки, окрім деяких СІЗЗС або ІЗЗСН (інгібітори зворотного захоплення серотоніну та норадреналіну), не мають достатньо доказів на підтримку їх використання, а стосовно бензодіазепінів, навіть можуть погіршити результати. Вищі показники можуть спостерігатися в регіонах збройного конфлікту Це частіше зустрічається у жінок, ніж у чоловіків.
Терапія з нейрофідбеком для відновлення альфа-хвиль мозку показала ефективність для лікування ПТСР у невеликому рандомізованому клінічному дослідженні.

### Психотерапія
За даними на 2016 рік, найбільш дієвими способами допомоги під час ПТСР, є два психотерапевтичні методи: когнітивно-поведінкова терапія (КПТ, Cognitive behavioral therapy) і метод десенсибілізації та репроцесуалізації травми за допомогою руху очей (EMDR). Ці два способи рекомендовані сучасними протоколами допомоги при ПТСР. Так саме йдеться і в Підручнику англ. PTSD CPG.
На 2023 рік VA/DoD рекомендує 3 перевірені та доведені протоколи як першу лінію лікування ПТСР: Терапія Когнітивної Обробки (Cognitive Processing Therapy, CPT), Пролонгована Експозиція (Prolonged Exposure Therapy, PE) та Десенсибілізація та Репроцесуалізація (опрацювання) Рухом Очей (Eye Movement Desensitization and Reprocessing, EMDR).
Ефективність КПТ та EMDR встановлена кількома десятками рандомізованих контрольованих досліджень (APA, 2004, 2009).
Різновиди когнітивно-поведінкової терапії, як от терапія із пролонгованим перебігом (prolonged exposure therapy, PE), та терапія із когнітивним процесінгом (Cognitive Processing Therapy, CPT), демонструють відмінні результати — особливо, у лікуванні жінок, що перенесли сексуальну травму, а також у лікуванні військовиків, ветеранів із наслідками воєнної травми, та пацієнтів, що перенесли важку дорожньо-транспортну аварію.

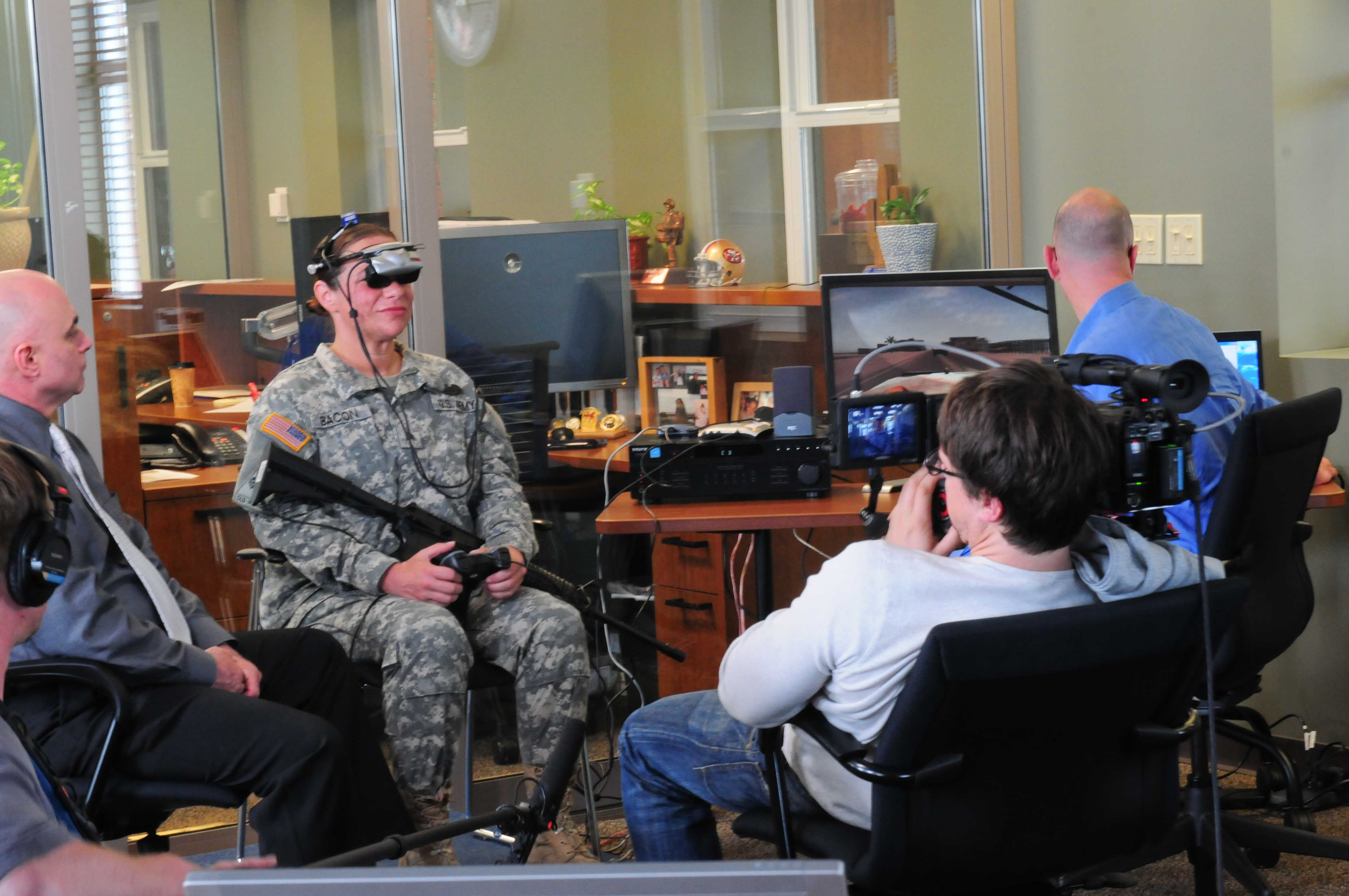
Терапія людей з посттравматичним стресовим розладом за допомогою віртуальної реальності.

Згідно досліджень ефективність психотерапії при лікуванні ПТСР є досить значною та може досягати 90 % при ПТСР пов'язаному з автоаваріями та сексуальним насильством, та 50 % при ПТСР пов'язаному з бойовими діями у активних військовослужбовців та ветеранів. Пролонгована експозиція (Prolonged Exposure Therapy, PE) демонструє 83 % ефективність у жінок, що пережили сексуальне насильство, через 6 років після лікування; клінічно значуще зменшення симптомів ПТСР у понад 60 % пацієнтів і тривалу ремісію у понад 50 % після трьох тижнів амбулаторного лікування. Терапія когнітивної обробки (Cognitive Processing Therapy, CPT) продемонструвала ефективність понад 90 % при протоколі змінної тривалості (від 8 до 18 прийомів); та близько 50 % ефективності у діючих військовослужбовців при індивідуальному форматі лікування та більше 30 % при груповому форматі.
Під час EMDR, процесуалізація травми відбувається за допомогою одночасного згадування та стеження пацієнта поглядом, за рухом руки терапевта праворуч—ліворуч або ж іншим способом білатеральної стимуляції (почерговими дотиками до лівої/правої долоні, аудіо-стимуляцією тощо).

### Медикаментозна терапія
Можливості фармакотерапевтичної допомоги при ПТСР доволі обмежені — лікарські засоби можуть знизити виразність окремих симптомів розладу. У медикаментозній терапії ПТСР використовують майже всі групи психотропних препаратів: антидепресанти, транквілізатори, бета-блокатори, гіпнотики, нейролептики, в окремих випадках — антиконвульсанти, нормотиміки (стабілізатори настрою) та психостимулятори. Лікування ПТСР лише медикаментозним способом, без застосування психотерапії не дасть полегшення симптомів і належного ефекту лікування. Серед медикаментів найчастіше для лікування ПТРС використовують антидепресанти та транквілізатори. Але найбільш ефективні антидепресанти групи СІЗЗС (селективні інгібітори зворотного захоплення серотоніну), препарати, що впливають на МТрецептори, та транквілізатори. Транквілізатори варто призначати коротким курсом не більше 10 днів через ризик виникнення залежності. Антидепресанти ж, навпаки, є препаратами для тривалого приймання. Серед антидепресантів для лікування ПТСР застосовують такі препарати, як флуоксетин (прозак), сертралін (золофт) і пароксетин (паксіл). Ці антидепресанти зазвичай необхідно приймати щонайменше від 6 до 8 тижнів, щоби вони почали помітно зменшувати ознаки ПТСР. Показане застосування бета-блокаторів, як пропранолол, у лікуванні ПТСР для попередження утворення пам'яті про травматичні події. До призначення нейролептиків вдаються, здебільшого, коли симптоматика резистентна. Віддаючи перевагу тому чи іншому лікарському засобу, лікар повинен керуватися насамперед існуванням доказової бази дієвості та безпеки призначених препаратів. Вибір фармакологічних ліків і психотерапевтичних методик визначається змістом і властивостями перебігу клінічної картини, а також особистісними та фізіологічними особливостями хворого.

#### Психоделічно-асистована терапія
Науково доведена лікувальна ефективність психоделічної терапії (психоделічно асистованої терапії (ПАТ)) при посттравматичному стресовому розладі. Психоделічні речовини показали досить гарні результати, що підтверджують використання МДМА, кетаміну, класичних психоделіків (ЛСД, псилоцибін), і медичного канабісу та канабіноїдів для лікування ПТСР, і найкращу ефективність показала психотерапія, що асистована прийомом MDMA.
В Україні на червень 2023 року психоделіки не є дозволеними, тому існує проблема легалізації психоделічної психотерапії. При цьому у 2022 році Адміністрація Президента США офіційно повідомила про підготовку до широкого впровадження психоделічно асистованої терапії із застосуванням MDMA для лікування ПТСР у 2023—2024 роках. У 2023 році, MDMA і псилоцибін були легалізовані в Австралії для лікування ПТСР і важкої депресії відповідно.
В травні 2023 року на базі Державного закладу Центр психічного здоров'я та реабілітації ветеранів «Лісова поляна» МОЗ України за підтримки та активної участі Громадської організації «Українська асоціація психоделічних досліджень» відбулась Міжнародна науково-практична конференція «Психоделічно асистована терапія, в лікуванні посттравматичних станів. Міжнародний досвід та перспективи впровадження в Україні».

###### Терапія асистована MDMA
МДМА (3,4-метилендіоксиметамфетамін, MDMA), також відомий як екстазі, був протестований як засіб для лікування посттравматичного стресового розладу під час клінічних випробувань. 2017 року Управління з продовольства і медикаментів США (FDA) надало терапії ПТСР з використанням МДМА статус «проривної терапії», що вказує на те, що ця терапія може бути значно краще наявних методів лікування якщо підтвердить свою ефективність у клінічних дослідженнях. На червень 2023 року, згідно VA/DoD, немає достатньої кількості доказів, щоб рекомендувати за чи проти використання MDMA (3,4-methylenedioxymethamphetamine assisted psychotherapy) для лікування ПТСР.
Мультидисциплінарна асоціація психоделічних досліджень (MAPS) провела дослідження Фази 3 за допомогою МДМА. У цьому дослідженні брав участь 121 учасник протягом 12-тижневого періоду лікування. Серед учасників 104 були рандомізовані для отримання від 80 до 120 мг гідрохлориду МДМА з подальшою додатковою половинною дозою 40 або 60 мг протягом трьох розширених сеансів терапії або плацебо плюс розширені сеанси терапії. Дослідження показало покращення симптомів посттравматичних стресових розладів, виміряних за шкалою посттравматичних стресових розладів, керованих лікарем для DSM-5 (CAPS-5) і шкалою інвалідності Шихана (SDS). Жодних серйозних побічних ефектів не спостерігалося ні в групі МДМА, ні в контрольній групі.
Серед різних немедикаментозних методів показано, що чорниця проявляє протизапальну й нейропротекторну дію і може бути використана в комбінованому лікуванні ПТСР.